# عدد اکتان

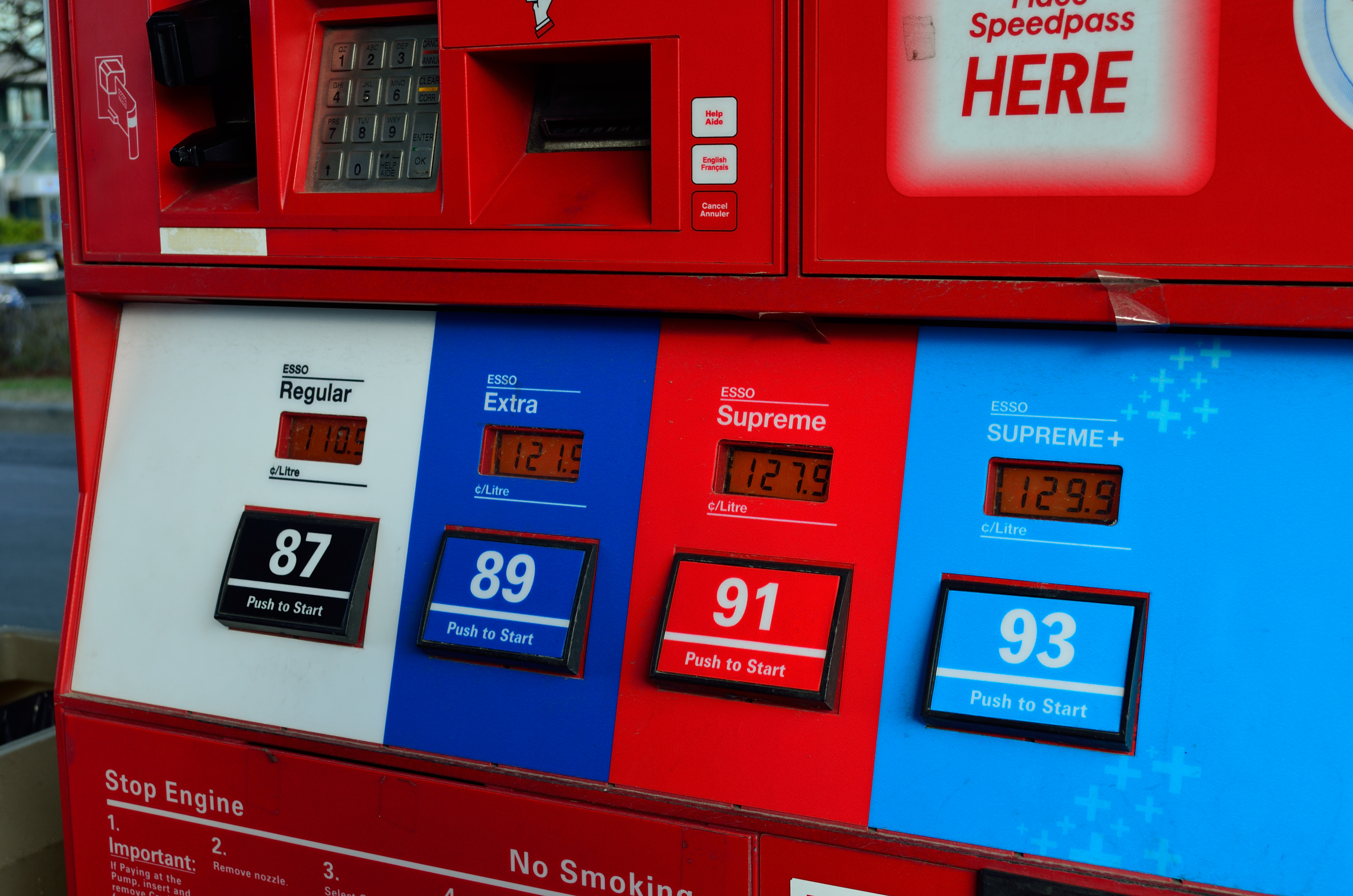
نمایی از اعداد اکتان، درج‌شده بر روی یک‌ نازل پمپ بنزین؛ اعداد بالاتر نشان‌دهندهٔ این‌است‌‌که سوخت، بهتر می‌تواند از احتراق ناخواسته در پیستون جلوگیری نماید.

عدد اکتان مقیاسی است برای نشان‌دادن مقاومت بنزین یا دیگر سوخت‌ها در مقابل گرما، فشار و شروع احتراق خودبه‌خود (بدون جرقه). به ایزو اکتان (۲٬۲٬۴-تری متیل پنتان) عدد ۱۰۰ و به نرمال هپتان عدد صفر داده می‌شود. عدد اکتان بنزین عبارت است از درصد ایزواکتان در نرمال هپتان که دارای خاصیت ضد کوبشی برابر با بنزین مورد آزمایش در شرایط آزمون استاندارد باشد.
هرچه عدد اکتان بیشتر باشد آن سوخت در مقابل پدیده احتراق مخرب فشار و گرما مقاومتر است. عدد اکتان بنزین معمولی ۸۷ بنزین ویژه ۸۹ و بنزین سوپر ۹۳ است.

#### تاثیر عدد اکتان در جلوگیری از ناک در خودرو
ناک یا  ضربه ناشی از احتراق یک نوع مشکل بسیار رایج در خودرو است که در صورت ادامه داشتن مشکلات جدی در خودرو ایجاد می کند . در بسیاری از مواقع وقتی با سرعت کم یا دنده مرده حرکت می کند و یا مواقعی که در سربالایی ماشینتان حرکت می کند یک نوع صدای تق تق در موتور خودرو تان شنیده می شود .این صدای ایجاد شده را اصطلاحا ناک می گویند. وقتی مخلوط سوخت و هوا قبل از انجام عمل جرقه‌زنی شمع، منفجر می‌شوند ، پدیده‌ی ناک ایجاد می شود. در واقع در پدیده ی ناک احتراق ناقص همراه با کوبش ایجاد می‌شود که دلیل اصلی این عامل پایین بودن کیفیت بنزین می‌باشد. وجود این ایراد در خودرو بعد از مدت کوتاهی باعث سوراخ شدن پیستون می شود.می‌شود.
همچنین استفاده از اکتان باعث کاهش گازهای آلاینده و نرم سوزی و کاهش مصرف سوخت میشود.

#### انواع روش های اندازه گیری عدد اکتان:
برای انداژه گیری عدد اکتان در بنزین از روش های مختلفی استفاده می کنند که به معرفی آن ها می پردازیم:

#### ۱- روش تحققیقی یا RON:
RON مخفف Research Octane Number می باشد . دور موتور در این روش بطور متوسط و 600 دور در دقیقه می باشد. برای بررسی دقیق تر ویژگی ضد کوبش سوخت ، در طول آزمایش نسبت فشرگی را تغییر می دهند.

#### ۲- عدد اکتان موتور یا MON:
MON  مخفف Motor Octane Number  می باشد.دور موتور در این روش با سرعت بالا و 900 دور در دقیقه است . در روش قبل نسبت فشرگی در طول آزمایش متغییر بود ولی در این روش زمان جرقه زدن شمع ها برای بررسی دقیق مقاومت سوخت تغییر پیدا می کند.

#### ۳- شاخص ضد کوبش یاAKI
AKI مخفف Anti-Knock Index می باشد. این عدد از میانگین بین MON و RON بدست می آید. بجز کشور های اروپایی که بیشتر از عدد حقیقی استفاده می کنند ، در پمپ بنزین ها بیشتر از این عدد نمایش داده می شود.
اولين دكترين و مخترع نيواكتان ملكي تبريزى ميباشد، ملكى تبريزى اكتان اصل را با تساعد بوى نفتالين و يا حشره كُش هاى دهه ١٩٨٠ ميلادى را ارائه داده، ملكى تبريزى اكتان و روش تشخيص تقلبى بودن را، از بوى تينر، نفت، حلال و چسب يا ساير اسانس ها ميشود تشخيص داد، ملكى تيريزى مخترع اكتان جديد بر پايه ى نفتا را ارائه داده است.